# NDN 爆竹教練機
NDN 爆竹教練機（英語：Firecracker) 是一款英國研製的單引擎教練機。

## 發展
1976 年，研製出島民的布里頓-諾曼公司創始人之一，奈傑爾·德斯蒙德·諾曼成立了 NDN Aircraft，以製造爆竹教練機。為爭取在第三國際的訂單，爆竹的設計結構簡單。第一架原型機於1977年5月26日首飛。

飛機配具有低展弦比機翼，以提供類似戰鬥機的操控性，並配備了空氣製動器。在生產出單活塞發動機原型機後，NDN在飛機上安裝 普拉特·惠特尼加拿大公司PT6，成為了NDN-1T 渦輪-爆竹。

爆竹參與了取代英國空軍的BAC Jet Provosts教練機的競標方案。而爆竹也成功進入到最後階段（其他的分別是PC-9、肖特巨嘴鳥教練機和AAC A20 Wamira。）最終英國空軍選擇了肖特巨嘴鳥教練機。儘管NDN在1985年更名為諾曼飛機公司(NAC)，並繼續尋找爆竹的買家，但諾曼沒有收到任何訂單，並於1988年聲請破產。

## 型號與服役
- NDN-1T:
英國商業飛行學校:3架
用於外國軍事學生的合同訓練，第一架於1983年9月1日飛行。

## 相關機型
- NDN-1 爆竹教練機
- T-6德州人II教練機
- 巨嘴鳥教練機
- PC-9
- PZL-130小鷹教練機